# Nanno (música)
Nanno fou una música de l'antiga Grècia que va viure entre el 630 – 600 aC.
Nascuda a Colofó, a l'Àsia Menor, fou una instrumentista que tocava l'Aulos, una mena de flauta doble. El poeta Mimnerm li va dedicar algunes de les obres més importants i li va posar el nom a algunes de les seves elegies.
Nanno figura en la Llista de dones a l'Heritage Floor referenciades a l'obra d'art contemporani The Dinner Party de Judy Chicago. El seu nom és associat a Safo de Lesbos